# Dino Prižmić
Dino Prižmić (ur. 5 sierpnia 2005 w Splicie) – chorwacki tenisista.

## Kariera tenisowa
W 2021 zadebiutował w cyklu ITF Men’s Circuit, a rok później w turnieju głównym ATP Challenger Tour. W tym samym roku, dzięki dzikiej karcie, zagrał pierwszy mecz w cyklu ATP Tour podczas Croatia Open Umag 2022. W turnieju gry pojedynczej przegrał w pierwszej rundzie z Bernabé Zapatą Mirallesem.
W 2024 roku, podczas Australian Open, zadebiutował w wielkoszlemowym turnieju głównym w grze pojedynczej. Po wygraniu trzech meczów w kwalifikacjach, odpadł w pierwszej rundzie turnieju po porażce z Novak Đokoviciem.
Po wygraniu pięciu z rzędu turniejów rangi ITF, w rankingu ATP opublikowanym 13 marca 2023 był najlepszym zawodnikiem poniżej 18 roku życia.
Startując w rozgrywkach juniorów, Dino Prižmić w 2023 roku zwyciężył w French Open w grze pojedynczej chłopców. W finałowym meczu pokonał Boliwijczyka Juana Carlosa Prado Ángelo.
W rankingu gry pojedynczej najwyżej był na 155. miejscu (23 października 2023), a w zestawieniu gry podwójnej na 1444. pozycji (16 stycznia 2023).

### Finały juniorskich turniejów wielkoszlemowych

#### Gra pojedyncza (1–0)
| Końcowy wynik | Nr | Data            | Turniej            | Nawierzchnia | Przeciwnik               | Wynik finału |
| ------------- | -- | --------------- | ------------------ | ------------ | ------------------------ | ------------ |
| Zwycięzca     | 1. | 10 czerwca 2023 | French Open, Paryż | Ceglana      | Juan Carlos Prado Ángelo | 6:1, 6:4     |